# Mavzuna Čorieva
Mavzuna Čorieva (in tagico Мавзуна Чориева, traslitterazione anglosassone Mavzuna Chorieva; Külob, 1º ottobre 1992) è una pugile tagika.
Ha vinto una medaglia di bronzo nei pesi leggeri alle Olimpiadi di Londra 2012, prima donna a vincere una medaglia olimpica per il Tagikistan.